# The Advocate
The Advocate («el abogado» en inglés) (ISSN 0001-8996) es una revista estadounidense sobre temas LGBT editada cada dos semanas. Es la revista gay más antigua que todavía se publica en ese país.
El sitio web de la revista contiene aproximadamente el 30% de la revista impresa y se actualiza a diario. Los archivos de la revista se pueden consultar en varias bases de datos como EBSCO e InfoTrac bajo suscripción.

## Historia
Publicada inicialmente por Dick Michaels y Bill Rand, del grupo activista de Los Ángeles PRIDE, en 1967 como un boletín de noticias local titulado The Los Angeles Advocate. En 1969 se renombró a The Advocate y se comenzó a distribuir en todo el país. Hacia 1974 tenía una circulación de 40.000 ejemplares por edición. Atrajo la atención de David Goodstein, un inversor de San Francisco, que compró la publicación en 1974.

### Influencia de Goodstein
Goodstein introdujo varios cambios en la publicación una vez adquirida. La renovación incluía la transformación del formato de periódico a revista. Bajo su dirección, The Advocate se convirtió en una revista de noticias a nivel nacional que informaba de los acontecimientos importantes para la comunidad gay, incluyendo el movimiento de liberación gay, arte y cultura. Goodstein también trabajó para reducir los anuncios de carácter sexual para sustituirlos por otros más aceptables socialmente.

### Después de Goodstein
Goodstein murió en 1985 y una serie de fusiones y adquisiciones que siguieron llevaron a LPI Media, una división de PlanetOut Inc., a obtener la propiedad.

## Contribuidores

### Autores notables
- Chastity Bono
- Kate Clinton
- Janis Ian
- Steve Gunderson, político
- B. Ruby Rich
- Gabriel Rotello
- Tully Satre, periodista
- Urvashi Vaid